# 汀角村
汀角村屬於古大埔七約中位於八仙嶺下的汀角約。進村可由汀角路近汀角巴士站的路口進入，在映月灣及山寮的中間。村口路口的邦利士多及大埔區議會設立的村牌亦可辨認此村的入口。

## 交通
前往汀角村可以在港鐵大埔墟站乘坐75K巴士或20C小巴到汀角巴士站下車並由汀角路路口進村